# Château de Bougey
Le château de Bougey est un château fort situé à Bougey, en France.

## Description
La grande originalité de ce château est sa tour de guet surmontée d'un clocheton sur bretèche (avant-corps placé en encorbellement sur une muraille fortifiée). Des quatre tours qui le flanquaient à l'origine, il n'en reste qu'une, datée de 1585. Sur les murs, on peut voir des "bossages en pustules" dont l'utilité demeure encore mystérieuse. La partie datant de la période classique porte des fenêtres à balustres tandis que la tour ronde représente le dernier vestige de l'ensemble fortifié d'origine. Au système de défense du Moyen Âge ont été ajoutées des parties à l'architecture influencée par les styles lorrains et champenois.

## Localisation
Le château est situé sur la commune de Bougey, dans le département français de la Haute-Saône, entre Jussey et Combeaufontaine, à quatre kilomètres au sud-ouest de Jussey.

## Historique
Le château a servi de ferme aux XIXe et XXe siècles. En 1944, le château a abrité un hôpital clandestin où l'on soignait aussi bien des Allemands que des résistants, ce qui lui a probablement permis de ne pas être complètement détruit.
L'édifice est inscrit au titre des monuments historiques en 1979. D'abord limité à l'ouvrage d'entrée, la tour ronde et la façade est de l'aile sud, la protection est étendu au château en totalité, y compris son sous-sol le 5 août 2020.
Durant l'été 2020, le château de Bougey présente une exposition consacrée à l'État de Franche-Comté intitulée « 1814, Vesoul capitale de l'État de Franche-Comté ».